# Друг в океане
«Друг в океане» (англ. Blueback) — художественный фильм режиссёра Роберта Коннолли. Экранизация романа Тима Уинтона 1997 года. В фильме снимались Миа Васиковска, Рада Митчелл и Эрик Бана. Фильм попал в лонг-лист фильмов, которые могли бы войти в программу 71-го Берлинского международного кинофестиваля в марте 2021 года.

## Сюжет
Во время дайвинга Эбби подружилась с диким синим групером. Когда Эбби понимает, что рыба находится под угрозой, она черпает вдохновение у своей мамы-активиста Доры и бросается на браконьеров, чтобы спасти своего друга.

## В ролях
- Миа Васиковска — Эбби
- Ариэль Джой Донохью — Эбби в детстве
- Рада Митчелл — Дора
- Эрик Бана — Безумный Мака
- Кларенс Райан — Бриггс

## Производство
Съёмки фильма начались 22 марта 2021 года в Западной Австралии.
Премьера фильма состоялась 10 сентября 2022 года на Международном кинофестивале в Торонто.